# خربه کیار
خربه کیار (به عربی: خربة کیار) یک روستا در سوریه است که در ناحیه تادف واقع شده‌است. خربه کیار ۲٬۰۵۹ نفر جمعیت دارد.